# Список астероїдів (103401—103500)
| Назва                          | Тимчасове позначення | Дата відкриття | Місце відкриття           | Відкривач                    |
| ------------------------------ | -------------------- | -------------- | ------------------------- | ---------------------------- |
| (103401) 2000 AW130            | 2000 AW130           | 6 січня 2000   | Сокорро (Нью-Мексико)     | LINEAR                       |
| (103402) 2000 AA132            | 2000 AA132           | 3 січня 2000   | Сокорро (Нью-Мексико)     | LINEAR                       |
| (103403) 2000 AG132            | 2000 AG132           | 3 січня 2000   | Сокорро (Нью-Мексико)     | LINEAR                       |
| (103404) 2000 AJ134            | 2000 AJ134           | 4 січня 2000   | Сокорро (Нью-Мексико)     | LINEAR                       |
| (103405) 2000 AM134            | 2000 AM134           | 4 січня 2000   | Сокорро (Нью-Мексико)     | LINEAR                       |
| (103406) 2000 AX135            | 2000 AX135           | 4 січня 2000   | Сокорро (Нью-Мексико)     | LINEAR                       |
| (103407) 2000 AC136            | 2000 AC136           | 4 січня 2000   | Сокорро (Нью-Мексико)     | LINEAR                       |
| (103408) 2000 AK140            | 2000 AK140           | 5 січня 2000   | Сокорро (Нью-Мексико)     | LINEAR                       |
| (103409) 2000 AP140            | 2000 AP140           | 5 січня 2000   | Сокорро (Нью-Мексико)     | LINEAR                       |
| (103410) 2000 AR140            | 2000 AR140           | 5 січня 2000   | Сокорро (Нью-Мексико)     | LINEAR                       |
| (103411) 2000 AR141            | 2000 AR141           | 5 січня 2000   | Сокорро (Нью-Мексико)     | LINEAR                       |
| (103412) 2000 AS142            | 2000 AS142           | 5 січня 2000   | Сокорро (Нью-Мексико)     | LINEAR                       |
| (103413) 2000 AL143            | 2000 AL143           | 5 січня 2000   | Сокорро (Нью-Мексико)     | LINEAR                       |
| (103414) 2000 AX144            | 2000 AX144           | 5 січня 2000   | Сокорро (Нью-Мексико)     | LINEAR                       |
| (103415) 2000 AF146            | 2000 AF146           | 7 січня 2000   | Сокорро (Нью-Мексико)     | LINEAR                       |
| (103416) 2000 AM148            | 2000 AM148           | 7 січня 2000   | Сокорро (Нью-Мексико)     | LINEAR                       |
| (103417) 2000 AL150            | 2000 AL150           | 7 січня 2000   | Сокорро (Нью-Мексико)     | LINEAR                       |
| (103418) 2000 AM150            | 2000 AM150           | 7 січня 2000   | Сокорро (Нью-Мексико)     | LINEAR                       |
| (103419) 2000 AS150            | 2000 AS150           | 8 січня 2000   | Сокорро (Нью-Мексико)     | LINEAR                       |
| (103420) 2000 AX150            | 2000 AX150           | 8 січня 2000   | Сокорро (Нью-Мексико)     | LINEAR                       |
| 103421 Laurmatt                | 2000 AD151           | 6 січня 2000   | Обсерваторія Пістоїєзе    | Лучано Тезі, Джузеппе Форті  |
| 103422 Лаурізірен (Laurisiren) | 2000 AG153           | 9 січня 2000   | Оберваторія Нірьоля       | Арто Оксанен, Марко Мойланен |
| (103423) 2000 AM153            | 2000 AM153           | 11 січня 2000  | Прескоттська обсерваторія | Пол Комба                    |
| (103424) 2000 AY155            | 2000 AY155           | 3 січня 2000   | Сокорро (Нью-Мексико)     | LINEAR                       |
| (103425) 2000 AX157            | 2000 AX157           | 3 січня 2000   | Сокорро (Нью-Мексико)     | LINEAR                       |
| (103426) 2000 AC158            | 2000 AC158           | 3 січня 2000   | Сокорро (Нью-Мексико)     | LINEAR                       |
| (103427) 2000 AJ158            | 2000 AJ158           | 3 січня 2000   | Сокорро (Нью-Мексико)     | LINEAR                       |
| (103428) 2000 AN158            | 2000 AN158           | 3 січня 2000   | Сокорро (Нью-Мексико)     | LINEAR                       |
| (103429) 2000 AJ159            | 2000 AJ159           | 3 січня 2000   | Сокорро (Нью-Мексико)     | LINEAR                       |
| (103430) 2000 AT159            | 2000 AT159           | 3 січня 2000   | Сокорро (Нью-Мексико)     | LINEAR                       |
| (103431) 2000 AY159            | 2000 AY159           | 3 січня 2000   | Сокорро (Нью-Мексико)     | LINEAR                       |
| (103432) 2000 AX160            | 2000 AX160           | 3 січня 2000   | Сокорро (Нью-Мексико)     | LINEAR                       |
| (103433) 2000 AY165            | 2000 AY165           | 8 січня 2000   | Сокорро (Нью-Мексико)     | LINEAR                       |
| (103434) 2000 AQ171            | 2000 AQ171           | 7 січня 2000   | Сокорро (Нью-Мексико)     | LINEAR                       |
| (103435) 2000 AO176            | 2000 AO176           | 7 січня 2000   | Сокорро (Нью-Мексико)     | LINEAR                       |
| (103436) 2000 AE179            | 2000 AE179           | 7 січня 2000   | Сокорро (Нью-Мексико)     | LINEAR                       |
| (103437) 2000 AJ181            | 2000 AJ181           | 7 січня 2000   | Сокорро (Нью-Мексико)     | LINEAR                       |
| (103438) 2000 AT182            | 2000 AT182           | 7 січня 2000   | Сокорро (Нью-Мексико)     | LINEAR                       |
| (103439) 2000 AK184            | 2000 AK184           | 7 січня 2000   | Сокорро (Нью-Мексико)     | LINEAR                       |
| (103440) 2000 AC187            | 2000 AC187           | 8 січня 2000   | Сокорро (Нью-Мексико)     | LINEAR                       |
| (103441) 2000 AN187            | 2000 AN187           | 8 січня 2000   | Сокорро (Нью-Мексико)     | LINEAR                       |
| (103442) 2000 AO187            | 2000 AO187           | 8 січня 2000   | Сокорро (Нью-Мексико)     | LINEAR                       |
| (103443) 2000 AP188            | 2000 AP188           | 8 січня 2000   | Сокорро (Нью-Мексико)     | LINEAR                       |
| (103444) 2000 AD189            | 2000 AD189           | 8 січня 2000   | Сокорро (Нью-Мексико)     | LINEAR                       |
| (103445) 2000 AJ190            | 2000 AJ190           | 8 січня 2000   | Сокорро (Нью-Мексико)     | LINEAR                       |
| (103446) 2000 AS190            | 2000 AS190           | 8 січня 2000   | Сокорро (Нью-Мексико)     | LINEAR                       |
| (103447) 2000 AD191            | 2000 AD191           | 8 січня 2000   | Сокорро (Нью-Мексико)     | LINEAR                       |
| (103448) 2000 AL192            | 2000 AL192           | 8 січня 2000   | Сокорро (Нью-Мексико)     | LINEAR                       |
| (103449) 2000 AM192            | 2000 AM192           | 8 січня 2000   | Сокорро (Нью-Мексико)     | LINEAR                       |
| (103450) 2000 AJ193            | 2000 AJ193           | 8 січня 2000   | Сокорро (Нью-Мексико)     | LINEAR                       |
| (103451) 2000 AM193            | 2000 AM193           | 8 січня 2000   | Сокорро (Нью-Мексико)     | LINEAR                       |
| (103452) 2000 AY193            | 2000 AY193           | 8 січня 2000   | Сокорро (Нью-Мексико)     | LINEAR                       |
| (103453) 2000 AU194            | 2000 AU194           | 8 січня 2000   | Сокорро (Нью-Мексико)     | LINEAR                       |
| (103454) 2000 AE196            | 2000 AE196           | 8 січня 2000   | Сокорро (Нью-Мексико)     | LINEAR                       |
| (103455) 2000 AJ196            | 2000 AJ196           | 8 січня 2000   | Сокорро (Нью-Мексико)     | LINEAR                       |
| (103456) 2000 AN196            | 2000 AN196           | 8 січня 2000   | Сокорро (Нью-Мексико)     | LINEAR                       |
| (103457) 2000 AO196            | 2000 AO196           | 8 січня 2000   | Сокорро (Нью-Мексико)     | LINEAR                       |
| (103458) 2000 AA199            | 2000 AA199           | 8 січня 2000   | Сокорро (Нью-Мексико)     | LINEAR                       |
| (103459) 2000 AB201            | 2000 AB201           | 9 січня 2000   | Сокорро (Нью-Мексико)     | LINEAR                       |
| 103460 Dieterherrmann          | 2000 AC204           | 11 січня 2000  | Дребах                    | Ґерард Легман, Й. Кандлер    |
| (103461) 2000 AX205            | 2000 AX205           | 14 січня 2000  | Обсерваторія Фарпойнт     | Обсерваторія Фарпойнт        |
| (103462) 2000 AQ206            | 2000 AQ206           | 3 січня 2000   | Обсерваторія Кітт-Пік     | Spacewatch                   |
| (103463) 2000 AF207            | 2000 AF207           | 3 січня 2000   | Обсерваторія Кітт-Пік     | Spacewatch                   |
| (103464) 2000 AG207            | 2000 AG207           | 3 січня 2000   | Обсерваторія Кітт-Пік     | Spacewatch                   |
| (103465) 2000 AB208            | 2000 AB208           | 4 січня 2000   | Обсерваторія Кітт-Пік     | Spacewatch                   |
| (103466) 2000 AC209            | 2000 AC209           | 4 січня 2000   | Обсерваторія Кітт-Пік     | Spacewatch                   |
| (103467) 2000 AD209            | 2000 AD209           | 4 січня 2000   | Обсерваторія Кітт-Пік     | Spacewatch                   |
| (103468) 2000 AX209            | 2000 AX209           | 5 січня 2000   | Обсерваторія Кітт-Пік     | Spacewatch                   |
| (103469) 2000 AK211            | 2000 AK211           | 5 січня 2000   | Обсерваторія Кітт-Пік     | Spacewatch                   |
| (103470) 2000 AA212            | 2000 AA212           | 5 січня 2000   | Обсерваторія Кітт-Пік     | Spacewatch                   |
| (103471) 2000 AF212            | 2000 AF212           | 5 січня 2000   | Обсерваторія Кітт-Пік     | Spacewatch                   |
| (103472) 2000 AM212            | 2000 AM212           | 5 січня 2000   | Обсерваторія Кітт-Пік     | Spacewatch                   |
| (103473) 2000 AU212            | 2000 AU212           | 6 січня 2000   | Обсерваторія Кітт-Пік     | Spacewatch                   |
| (103474) 2000 AN213            | 2000 AN213           | 6 січня 2000   | Обсерваторія Кітт-Пік     | Spacewatch                   |
| (103475) 2000 AY214            | 2000 AY214           | 7 січня 2000   | Обсерваторія Кітт-Пік     | Spacewatch                   |
| (103476) 2000 AH215            | 2000 AH215           | 7 січня 2000   | Обсерваторія Кітт-Пік     | Spacewatch                   |
| (103477) 2000 AA219            | 2000 AA219           | 8 січня 2000   | Обсерваторія Кітт-Пік     | Spacewatch                   |
| (103478) 2000 AD219            | 2000 AD219           | 8 січня 2000   | Обсерваторія Кітт-Пік     | Spacewatch                   |
| (103479) 2000 AE223            | 2000 AE223           | 9 січня 2000   | Обсерваторія Кітт-Пік     | Spacewatch                   |
| (103480) 2000 AS223            | 2000 AS223           | 9 січня 2000   | Обсерваторія Кітт-Пік     | Spacewatch                   |
| (103481) 2000 AP224            | 2000 AP224           | 11 січня 2000  | Обсерваторія Кітт-Пік     | Spacewatch                   |
| (103482) 2000 AB227            | 2000 AB227           | 10 січня 2000  | Обсерваторія Кітт-Пік     | Spacewatch                   |
| (103483) 2000 AJ227            | 2000 AJ227           | 10 січня 2000  | Обсерваторія Кітт-Пік     | Spacewatch                   |
| (103484) 2000 AR227            | 2000 AR227           | 10 січня 2000  | Обсерваторія Кітт-Пік     | Spacewatch                   |
| (103485) 2000 AR231            | 2000 AR231           | 4 січня 2000   | Сокорро (Нью-Мексико)     | LINEAR                       |
| (103486) 2000 AV231            | 2000 AV231           | 4 січня 2000   | Сокорро (Нью-Мексико)     | LINEAR                       |
| (103487) 2000 AC232            | 2000 AC232           | 4 січня 2000   | Сокорро (Нью-Мексико)     | LINEAR                       |
| (103488) 2000 AK232            | 2000 AK232           | 4 січня 2000   | Сокорро (Нью-Мексико)     | LINEAR                       |
| (103489) 2000 AO232            | 2000 AO232           | 4 січня 2000   | Сокорро (Нью-Мексико)     | LINEAR                       |
| (103490) 2000 AA235            | 2000 AA235           | 5 січня 2000   | Сокорро (Нью-Мексико)     | LINEAR                       |
| (103491) 2000 AG236            | 2000 AG236           | 5 січня 2000   | Станція Андерсон-Меса     | LONEOS                       |
| (103492) 2000 AK236            | 2000 AK236           | 5 січня 2000   | Обсерваторія Кітт-Пік     | Spacewatch                   |
| (103493) 2000 AN237            | 2000 AN237           | 5 січня 2000   | Станція Андерсон-Меса     | LONEOS                       |
| (103494) 2000 AB239            | 2000 AB239           | 6 січня 2000   | Сокорро (Нью-Мексико)     | LINEAR                       |
| (103495) 2000 AJ239            | 2000 AJ239           | 6 січня 2000   | Сокорро (Нью-Мексико)     | LINEAR                       |
| (103496) 2000 AR239            | 2000 AR239           | 6 січня 2000   | Сокорро (Нью-Мексико)     | LINEAR                       |
| (103497) 2000 AX240            | 2000 AX240           | 7 січня 2000   | Станція Андерсон-Меса     | LONEOS                       |
| (103498) 2000 AW243            | 2000 AW243           | 7 січня 2000   | Сокорро (Нью-Мексико)     | LINEAR                       |
| (103499) 2000 AO244            | 2000 AO244           | 8 січня 2000   | Сокорро (Нью-Мексико)     | LINEAR                       |
| (103500) 2000 AE245            | 2000 AE245           | 9 січня 2000   | Сокорро (Нью-Мексико)     | LINEAR                       |